# Pīsh Bāghān
Pīsh Bāghān (persiska: Besh Bāghān, پیش باغان) är en ort i Iran.   Den ligger i provinsen Khorasan, i den nordöstra delen av landet, 700 km öster om huvudstaden Teheran. Pīsh Bāghān ligger 1 348 meter över havet och antalet invånare är 110.
Terrängen runt Pīsh Bāghān är platt åt sydväst, men åt nordost är den kuperad.Runt Pīsh Bāghān är det ganska glesbefolkat, med 38 invånare per kvadratkilometer. Närmaste större samhälle är Qūchān, 5,1 km väster om Pīsh Bāghān. Trakten runt Pīsh Bāghān består i huvudsak av gräsmarker.